# Resolució 2406 del Consell de Seguretat de les Nacions Unides
La Resolució 2406 del Consell de Seguretat de les Nacions Unides fou adoptada per unanimitat el 15 de març de 2018. El Consell va prorrogar el mandat de la Missió de les Nacions Unides al Sudan del Sud per un any més fins al 15 de març de 2019, demanant a les parts que acabessin amb els combats, i manifestant la seva intenció de considerar un nou embargament d'armes contra tots aquells que obstaculitzin el procés de pau.
Pel que fa als components de la UNMISS, es mantenen en un límit de 17.000 militars, una força de protecció regional de 4.000 efectius i 2.101 policies. El Consell va exigir als líders polítics de Sudan del Sud que mantinguin l'alto el foc acordat el 22 de maig de 2017.